# 6396 Schleswig
6396 Schleswig è un asteroide della fascia principale. Scoperto nel 1991, presenta un'orbita caratterizzata da un semiasse maggiore pari a 2,3935072 UA e da un'eccentricità di 0,1174522, inclinata di 7,28388° rispetto all'eclittica.